# Phaeoceros huebschmannii
Phaeoceros huebschmannii là một loài rêu trong họ Anthocerotaceae. Loài này được Hässel de Menéndez mô tả khoa học đầu tiên năm 1986.